# De Kondor

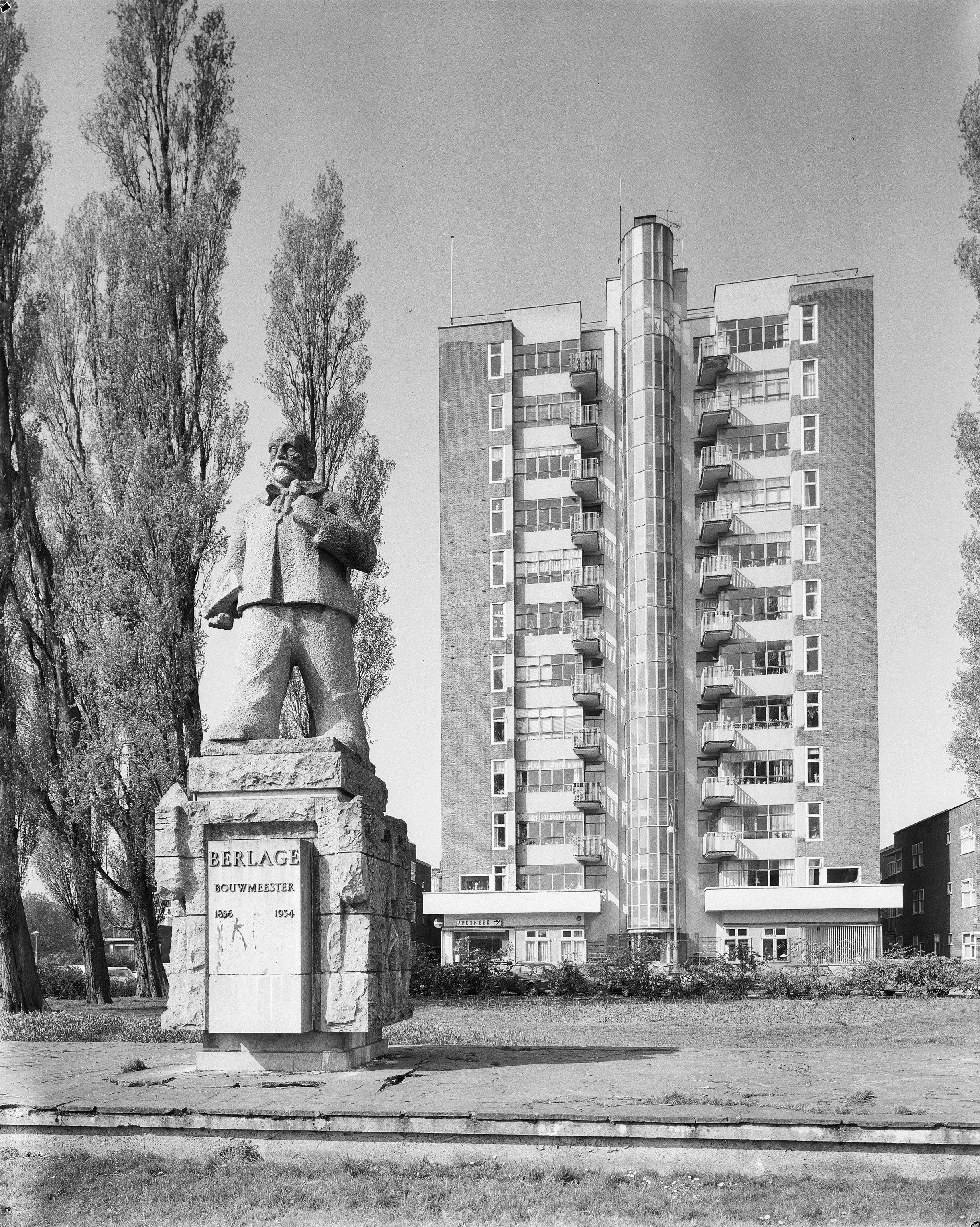
12-verdiepingenhuis

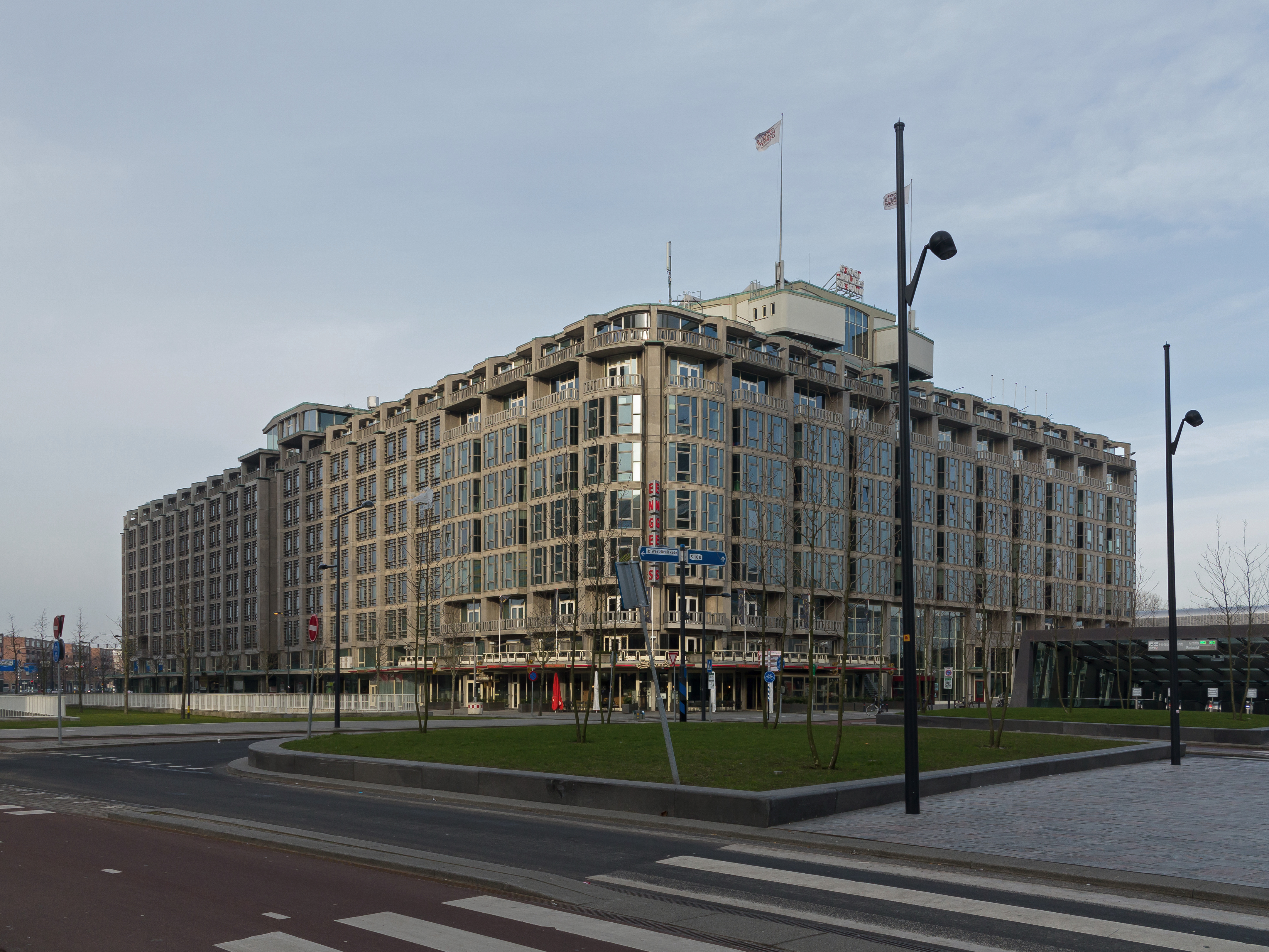
Groothandelsgebouw

De Kondor was de naam van een bouwbedrijf dat in 1912 werd opgericht en zijn zetel had te Amsterdam.

## Geschiedenis
Bij de oprichting van N.V. Gewapend Betonbouw "De Kondor" traden civiel ingenieur W.J. Wisselink en A. van Geluk aan als directeuren. Het maatschappelijk kapitaal bedroeg aanvankelijk f 150.000. Het bedrijf werd later ook bekend als: N.V. Betonbouw "De Kondor". In 1937 werd de naam van het bedrijf gewijzigd in: Aanneming-maatschappij "De Kondor" N.V. Deze naamswijziging hield een taakverruiming in: Niet alleen de betonwerken, maar het gehele pakket van realisatie van bouwwerken behoorden nu immers tot haar taak. In 1938 werd een kantoor in Jakarta geopend. In 1960 werd aannemingsbedrijf Ebbinge, te Enschede, overgenomen. In 1970 fuseerde De Kondor met het Ingenieurs Bureau voor Bouwnijverheid (IBB) tot IBB-Kondor. 

## Uitgevoerde werken
Het bedrijf voerde al vanaf het begin grotere werken uit, zoals vloeren en kelders. De eerste grote opdracht was het stadion aan de Amstelveenseweg, ontworpen door Harry Elte (1913). Dit werd in 1929 afgebroken om plaats te maken voor de Stadionbuurt. Voorts was het bedrijf betrokken bij grote opdrachten in de utiliteitsbouw, zoals de Staatsmijnen, de Hoogovens, textielfabrieken, banken en overheidsgebouwen. Het meest in het oog springend was de bouw, in 1932, van het zogeheten 12-verdiepingenhuis, bijgenaamd "De Wolkenkrabber" aan het Victorieplein te Amsterdam, toen een unicum voor Nederland. In 1949 werd het betonskelet voor het Rotterdamse Groothandelsgebouw geleverd en in 1965 werden de viaducten voor de Rotterdamse metro gebouwd. Ook de vuilverbrander in Amsterdam (1968) en de Kreekraksluizen werden mede door het bedrijf gebouwd.